# Laar (Grafschaft Bentheim)
Laar ist eine Gemeinde im Landkreis Grafschaft Bentheim in Niedersachsen und gehört der Samtgemeinde Emlichheim an.

## Geografie

### Lage
Laar liegt nordwestlich von Nordhorn in unmittelbarer Nähe zur Grenze mit den Niederlanden in der Grafschaft Bentheim. Die Vechte fließt durch den Ort. Die Gemeinde gehört der Samtgemeinde Emlichheim an, die ihren Verwaltungssitz in der Gemeinde Emlichheim hat. Mit 51 km² ist Laar die flächenmäßig größte Gemeinde innerhalb der Samtgemeinde.
In der Gemeinde Laar liegt das Naturschutzgebiet Laarsches Bruch.

### Nachbargemeinden
Die Gemeinde Laar grenzt im Süden an die Gemeinden Wielen und Wilsum, im Osten an die Gemeinde Emlichheim, im Norden an die niederländische Gemeinde und Stadt Coevorden und im Westen an die niederländische Gemeinde und Stadt Hardenberg.

### Gemeindegliederung
Die Gemeinde Laar besteht aus sechs Ortsteilen: Agterhorn, Echteler, Eschebrügge, Heesterkante, Laar und Vorwald.

## Geschichte
Der Ort Laar war von jeher mit dem Haus Laar verknüpft, das 1227 als Besitz des Grafen von Bentheim Balduin I. erstmals erwähnt und das in diesem Jahr bei kriegerischen Auseinandersetzungen zwischen dem Burggrafen von Coevorden und dem Bischof von Utrecht zerstört wurde.
Auf dem Gemeindegebiet entsteht seit 2009 der Europark, ein grenzüberschreitendes Industriegebiet zwischen Coevorden und Emlichheim, unter anderem mit einem Hafen und einem öffentlichen Bahnterminal sowie dem Containerumschlagplatz EuroTerminal. Dieses Güterverkehrszentrum (GVZ) soll in der 3. Ausbaustufe 350 Hektar Ansiedlungsfläche umfassen.

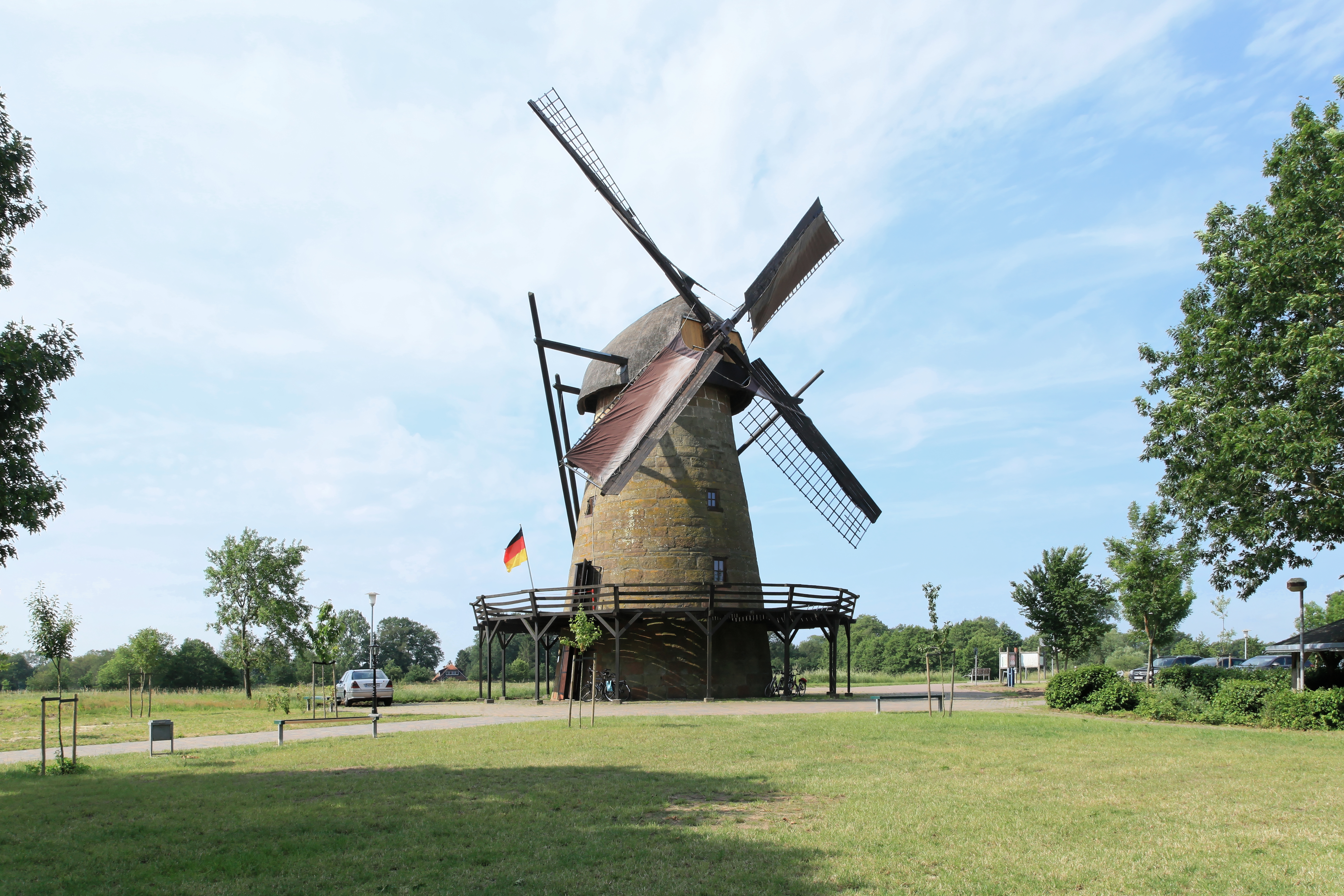
Mühle

Das Wahrzeichen der Gemeinde ist die Mühle im Zentrum von Laar.
Laar hat eine Grundschule und einen angrenzenden Kindergarten. Größter Sportverein ist der SV Grenzland Laarwald.

### Ortsname
Den Namen Laar könnte man mit dem altniederländischen Wort laar für Lichtung oder leere Stelle im Wald erklären. Es existiert auch die Deutung als „grasreicher Platz in tiefer Lage“.

### Eingemeindungen
Am 1. März 1974 wurden die Gemeinden Agterhorn, Echteler, Eschebrügge, Heesterkante und Vorwald eingegliedert.

## Religion

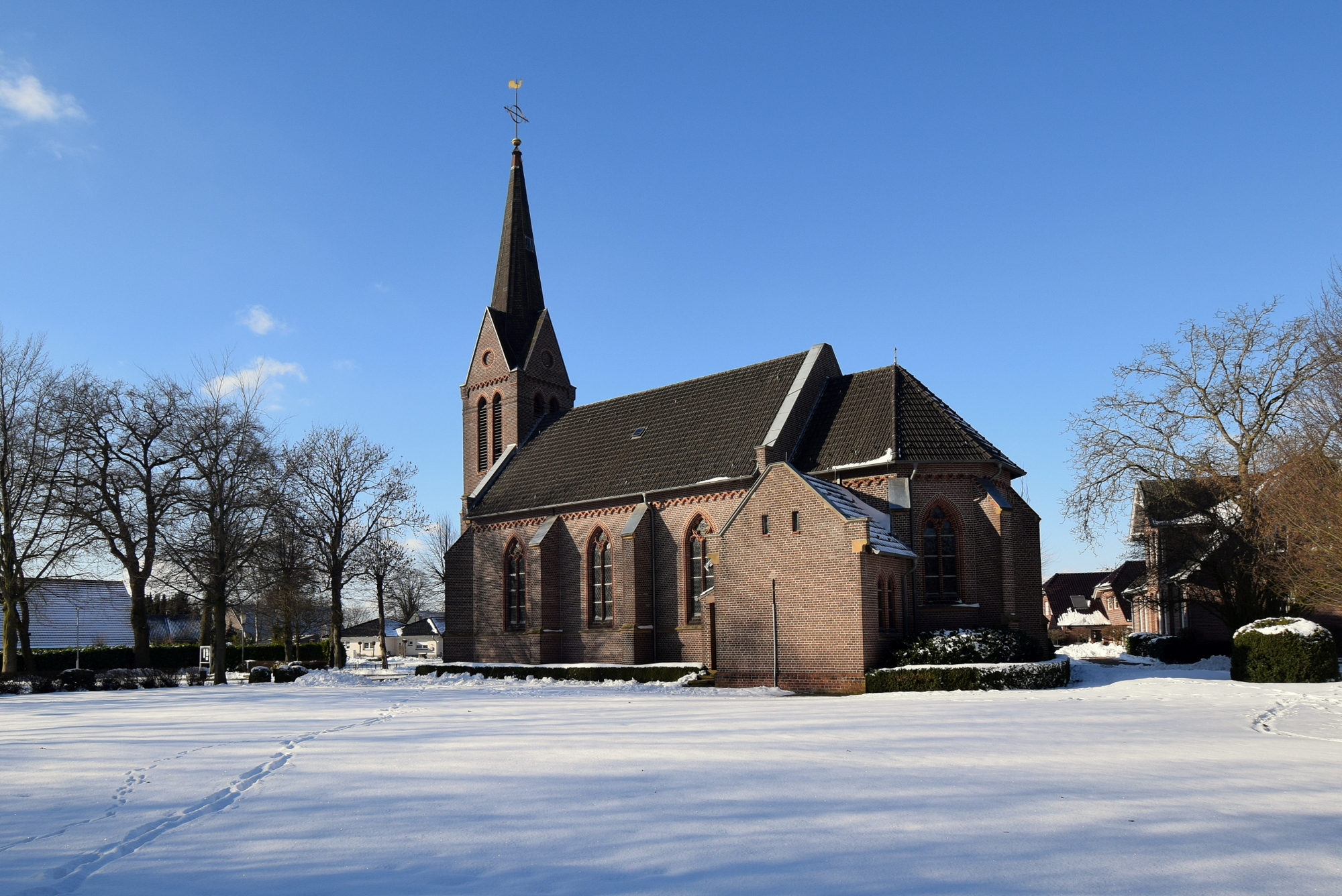
Katholische St.-Antonius-Kirche

Obwohl Laar ein kleiner Ort ist, gibt es drei Kirchengemeinden: die evangelisch-reformierte Kirche, die katholische Kirche und die evangelisch-altreformierte Kirche. Der altreformierte Pastor Jannes van Raalte, ein gebürtiger Niederländer, bekämpfte schon früh den Nationalsozialismus. Er war deshalb mehrere Jahre im KZ Dachau inhaftiert.

## Politik

### Gemeinderat
Der Gemeinderat in Laar hat 12 Mitglieder.
- CDU: 11 Sitze
- SPD: 1 Sitz

(Stand: Kommunalwahl vom 12. September 2021)

### Bürgermeister
Zum ehrenamtlichen Bürgermeister wurde in der konstituierenden Sitzung des Gemeinderates im November 2021 Hindrik-Jan Kampert (CDU) gewählt.

## Verkehr

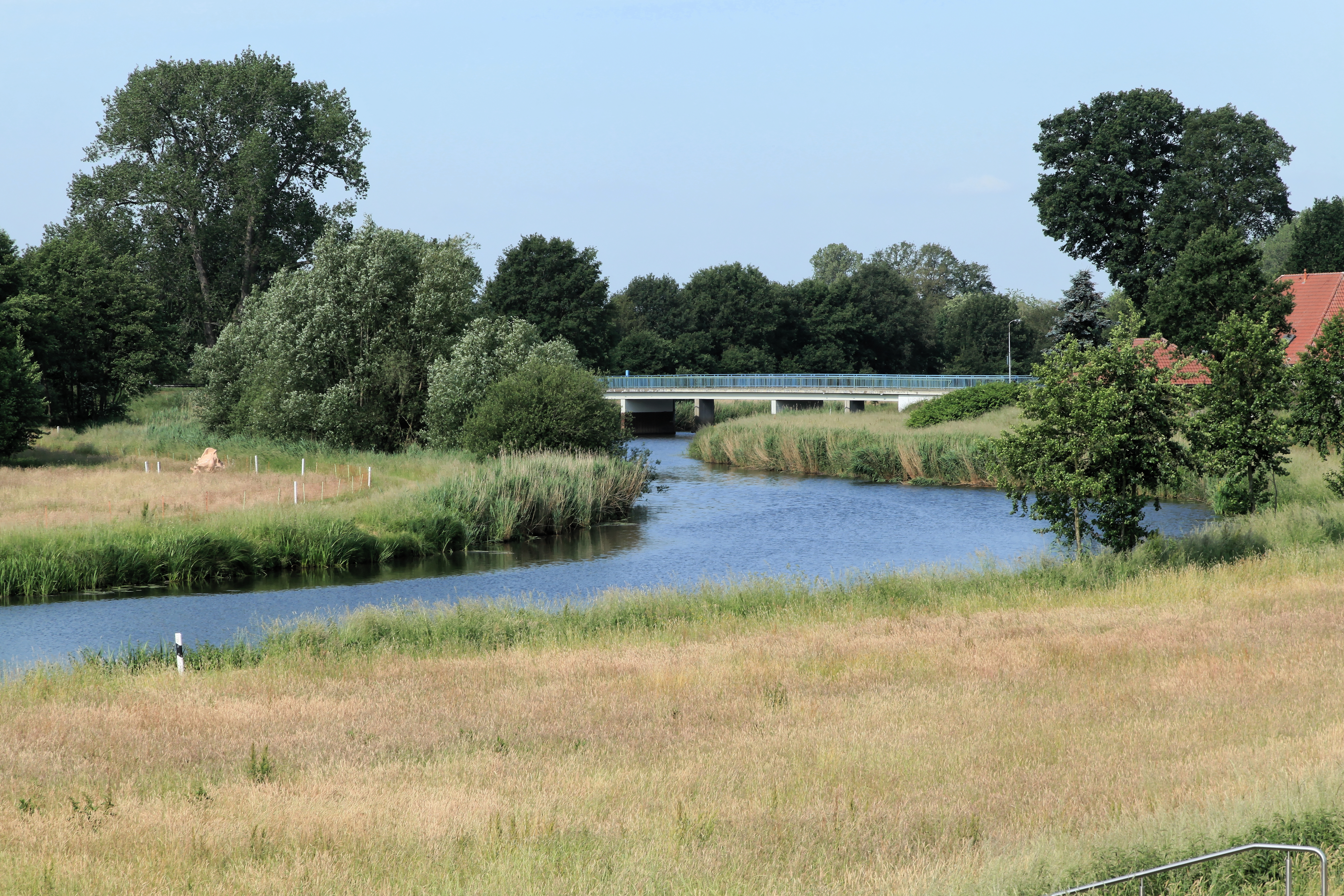
Brücke der Hauptstraße über die Vechte

Laar liegt an der Bundesstraße 403. Es besteht eine regelmäßige Rufbusanbindung der Verkehrsgemeinschaft Grafschaft Bentheim (VGB) sowohl nach Coevorden, mit Anschlüssen an das niederländische Bahn- und Busnetz, als auch nach Emlichheim, wo es einen Anschluss eine Regionalbuslinie in Richtung Neuenhaus gibt. In Neuenhaus gibt es Anschlüsse an die Bahnlinie RB 56 in Richtung Nordhorn und Bad Bentheim sowie an eine Regionalbuslinie in Richtung Nordhorn.

## Söhne und Töchter der Gemeinde
- Erich Drescher (1894–1956), Politiker (NSDAP)